# FLOWER (여자친구의 노래)
〈FLOWER〉(플라워)는 대한민국의 걸 그룹 여자친구가 일본에서 발매하는 세 번째 싱글이다. 2019년 3월 13일 킹레코드를 통하여 발매되었다.

## 개요
- 일본에서 1개월 만에 발매되는 싱글 음반이다. 처음으로 일본 오리지널 곡으로만 수록된 음반이기도 하다.

## 발매 과정
2018년 12월 7일, 2019년 2월과 3월에 일본에서 싱글을 연이어 발매하는 계획이 발표되었다. 12월 14일 오후 6시부터 웹 한정판의 예약이 개시되었고, 동시에 음반 발매 기념 이벤트 내용과 날짜가 공개되었다. 웹 한정판의 예약은 12월 26일 오후 6시부터 이듬해 1월 7일 오후 1시까지, 1월 16일 오후 12시부터 22일 오후 1시까지 추가로 진행되었다. 2월 5일에는 초도 한정판 A·B 버전과 일반판의 구매 점포별 특전이 결정되었다. 특전으로 제공되는 사진은 3월 4일 공개되었다.
2019년 2월 16일 음반의 제목, 트랙 리스트와 함께 단체 사진이 공개되었다. 2월 21일에는 모든 버전의 자켓 사진이 공개되었다. 〈FLOWER〉의 뮤직 비디오는 2월 25일 첫 번째 티저가, 2월 28일 두 번째 티저가, 3월 3일 전체 영상이 공개되었다.
음반 발매에 앞서 〈FLOWER〉는 3월 3일 일본에서의 투어 콘서트 “GFRIEND SPRING TOUR 2019 BLOOM”의 첫 공연인 오사카 공연에서, 〈Beautiful〉은 3월 9일 TBS 라디오의 ‘TALK ABOUT’이라는 프로그램에서 처음으로 공개되었다. 3월 7일부터 타이틀 곡에 한하여 디지털 음원 다운로드가 가능해졌다.

## 수록 내용
CD
| #            | 제목                         | 작사           | 작곡                                   | 재생 시간 |
| ------------ | ---------------------------- | -------------- | -------------------------------------- | --------- |
| 1.           | 〈FLOWER〉                   | 13             | 13 (편곡: 13)                          | 3:39      |
| 2.           | 〈Beautiful〉                | Kanata Okajima | Carlos K., Taku Goto (편곡: Carlos K.) | 3:37      |
| 3.           | 〈FLOWER (Instrumental)〉    |                | 13 (편곡: 13)                          | 3:39      |
| 4.           | 〈Beautiful (Instrumental)〉 |                | Carlos K., Taku Goto (편곡: Carlos K.) | 3:36      |
| 총 재생 시간 | 총 재생 시간                 | 총 재생 시간   | 총 재생 시간                           | 14:31     |

DVD
| #  | 제목                         | 재생 시간 |
| -- | ---------------------------- | --------- |
| 1. | 〈FLOWER〉 (Music Video)     |           |
| 2. | 〈FLOWER〉 (MV Making Movie) |           |

## 음반 코드
| 규격          | 음반 코드  | 구성      |
| ------------- | ---------- | --------- |
| 초도 한정판 A | KICM-91919 | CD+DVD    |
| 초도 한정판 B | KICM-91920 | CD+포토북 |
| 일반판        | KICM-1919  | CD        |

## 발매일
| 국가     | 날짜            | 포맷                      | 레이블   | 비고                    |
| 일본     | 2019년 3월 7일  | 디지털 다운로드, 스트리밍 | 킹레코드 | 타이틀 곡               |
| 일본     | 2019년 3월 13일 | CD, CD+DVD, 디지털 음원   | 킹레코드 |                         |
| 대한민국 | 2019년 7월 1일  | 디지털 다운로드, 스트리밍 | 카카오M  | 타이틀 곡의 한국어 버전 |